# Antonio Notario
Antonio Notario Caro (Mataró, 19 novembre 1972) è un ex calciatore spagnolo, di ruolo portiere.

## Palmarès

### Club

#### Competizioni nazionali
- Segunda División: 1

Siviglia: 2000-2001

#### Competizioni internazionali
- Coppa UEFA: 1

Siviglia: 2005-2006